# حسن کوسج
حسن کوسج، روستایی از توابع بخش سامن شهرستان ملایر در استان همدان ایران است.
قدمت روستا به ۲۰ سال میرسد و تپه مرن مربوط به عصر برنز متعلق به این روستا است.

## جمعیت
این روستا در دهستان حرم رودسفلی قرار دارد و براساس سرشماری مرکز آمار ایران در سال ۱۳۹۵، جمعیت آن ۸۶ نفر (۳۶ خانوار) بوده‌است.